# إمام إلياس

إمام إلياس (27 أكتوبر 1937، المدية الجزائر) أحد اعلام وشخصيات ولاية المدية ومن شهداء الجزائر ابن محمد وابن بوقرنة شريفة عازب من عائلة ميسورة الحال سمحت له بالتحصل على مستوى تعليمي.

## بروزه
لم يكن إمام إلياس متمدرس عادي بل كان معروفا بتلميذ جيد كما يتضح من تصريحات رفاقه القدماء الذين لازموه في دراستهم بثانوية محمد بن أبي شنب في هذه المنشأة اكتشف في نفسه رياضة العاب القوى التي اعطاها كل الأهمية وعبر عن كل طاقته الجسدية والذهنية التي مكنته من تحدي كل من في جيله من أبناء المعمرين.
كان مدربه في ثانوية محمد بن شنب الأستاذ انفوسي نور الدين الذي بقي منبهرا من قدرات إمام إلياس المقدمة في مجال الرياضة والذي كان ينظر اليه كبذرة أبطال في مشواره الرياضي وبالفعل وصل إمام إلياس الموهوب في تألقه بمشواره الرياضي كانت لديه موهبة في العدووبها تألق وفتح له المجال الرياضي
وبالفعل أن إمام إلياس  كان موهوبا في هذا التخصص وكان يملك امتياز الذي لم يكن عند الأخرين ورفاقه اكتشفوا بارتياح أن إمام إلياس استجاب لنداء البطل حيث حاز سنة 1953 وفاز في بطولة الاتحاد الفرنسي للعمل المدني والتربية الرياضية وتحصل على لقب البطولة بالبليدة ومضى عقدا في النادي الرياضي لألعاب القوى لمدينة البليدة vrac أين تدرب في أحد الميادين وبعد سنة أي سنة 1954 التحق بالنادي الرياضي لمدينة بلكور وبرز إمام إلياس في البطولة للأشبال بفرنسا التي جرت فعالياتها في مدينة Brives على مسافة4 500 متر حيث حاز على المرتبة الأولى ومن ثمة بدا الفرنسيون بالاهتمام به عبر استدعائه في التربص الخاص بالانتقاء بالمعهد الوطني الرياضي بباريس خلال سنة 1955 
وفكروا بإمام إلياس والسماح له بالمشاركة في الألعاب الأولمبية الشتوية في مدينة Melbourne بأستراليا سنة 1956
وفي مارس 1956 تمكن إمام إلياس وحاز على البطولة الفرنسية وصنف بالمرتبة الأولى متفوقا على العداء جازي ميشال الذي أصبح في سنوات الستينات البطل الفرنسي على الصعيد العالمي في العدو.
إمام إلياس كان متأثرا بالأحداث الأليمة التي يعيشها الجزائريون بسبب الإستعمار الفرنسي هذا ما دفعه إلى التفكير في الكفاح التحريري وانضم إلى زملائه المجاهدين في عز شبابه وأسسوا سنة 1955 الاتحاد العام للطلبة الجزائريين UGEMA لولاية المدية تحت غطاء جمعية ثقافية كانت تجرى اجتماعات في مقر أولمبي المدية لكرة القدم أين كانت لهم عدة أنشطة في توزيع المناشير تحث على تنظيم الإضرابات وعند إعلان الإضراب للطلبة سنة 1956 إمام إلياس الذي كان في عز عطائه الرياضي ضحى بكل ما لديه وكان مع مجموعة 23 شاب الذين اختاروا الصعود للجبل والالتحاق بصفوف جيش التحرير الوطني في يونيو 1956 وكان التجمع زاوية لوزانة في حمام ملوان حينها إمام إلياس اختار اسم جمال كاسم ثوري اين التقى بالفدائيين وتلقى تكوين سياسيا وعسكريا تحت اشراف الصادق دهيليس والعربي بن مهيدي وامحمد بوقرة –و أو عمران ويحي بوسماحة. 
حين حان وقت الجهاد كان متحمسا لذلك لانه كان يقول دائما نحن في الجبل من اجل الثورة حينها عين في ناحية البليدة مع اثنين من زملائه والتحقو بالرائد علي خوجة جمال وبرهن إمام إلياس وزملائه بأنهم مناضلين شجعان في الولاية الرابعة الذي تقول عنه (كان من امثال كبار القادة في الجهاد العسكري).
من سنة 1956 إلى نهاية 1957 كانت مسيرة إمام إلياس المتعددة حافلة النشاط البطولي في صفوف جيش التحرير الوطني منها تنظيم كمين الخربوش أين تحصل على مدفع رشاش عيار12.7 واربعون قطعة سلاح. ومنها اشتباك عين توتية وأيضا الهجوم في بلدية ثنية الحد ((Vialar ومليانة حينها صنفوه في صف جيش التحرير الوطني تولى مسؤوليات عديدة منها رئيس كومندوس في جبال الونشريس

## وفاته
استشهد عام 1958 مع زملائه وهم يحاولون نصب كمين للمنطقة الثانية الفرنسية في جبال الونشريس واصيب إمام إلياس برصاصتين في القلب. اما في عهد الاستقلال
أطلق اسمه على مركب رياضي لبلدية المدية.

## تظاهرات باسمه
العدو الريفي
المدية تحتضن الطبعة الـ12 من السباق الوطني للشهيد «إمام إلياس»
تحتضن مدينة المدية سنويا السباق الوطني للشهيد «إمام إلياس» صنف اواسط واكابر. وتعرف هذه التظاهرة الرياضية التي تنظمها الرابطة الولائية لالعاب القوى بالتعاون مع مديرية الشباب والرياضة والمجلس الاستشاري الرياضي، مشاركة قوية للرياضيين الذين يتنافسون للحصول على المراتب الأولى. وهذا الحدث الرياضي يفوق عدد المشاركين 500 عداء وهو العدد الذي تشهده كل طبعة تقريبا حسبما ذكره لواج رئيس المجلس الاستشاري الرياضي لبلدية المدية الذي اضاف ان السباق سيجري على مسافة10 كلم تمر عبر محاور مدينة المدية.
ملعب إمام الياس
ملعب الشهيد إمام إلياس بالمدية في الجزائر
هذا الملعب يقع بحي تاكبو وسط مدينة المدية
وهو ملعب فريق أولمبي المدية الذي يلعب في الرابطة المحترفة الجزائرية الثانية
وسعة الملعب 12 الف متفرج
أسس هذا الملعب في مطلع الثمانينات